# Þormóðr Trefilsson
Þormóðr Trefilsson (Thormodh) fue un escaldo de Islandia del siglo XI. No existen datos sobre vida a excepción de cinco estrofas de un poema llamado Hrafnsmál («La canción del cuervo») que han sobrevivido en algunos capítulos de la saga Eyrbyggja. 
Las composiciones datan entre 1010 y la muerte de Snorri Þorgrímsson en 1031, evocan las batallas ganadas por Snorri, el héroe de la saga, y los enemigos muertos que alimentaron al cuervo, ave carroñera pero también símbolo del paganismo nórdico. 